# Ghetto Brody

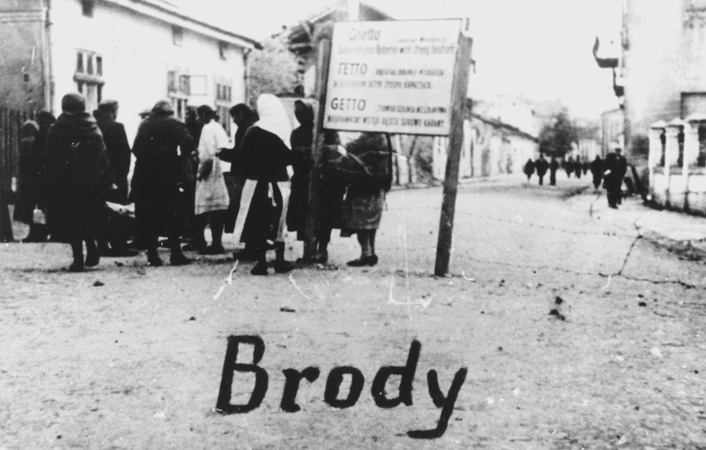
Eingang zum Ghetto in Brody

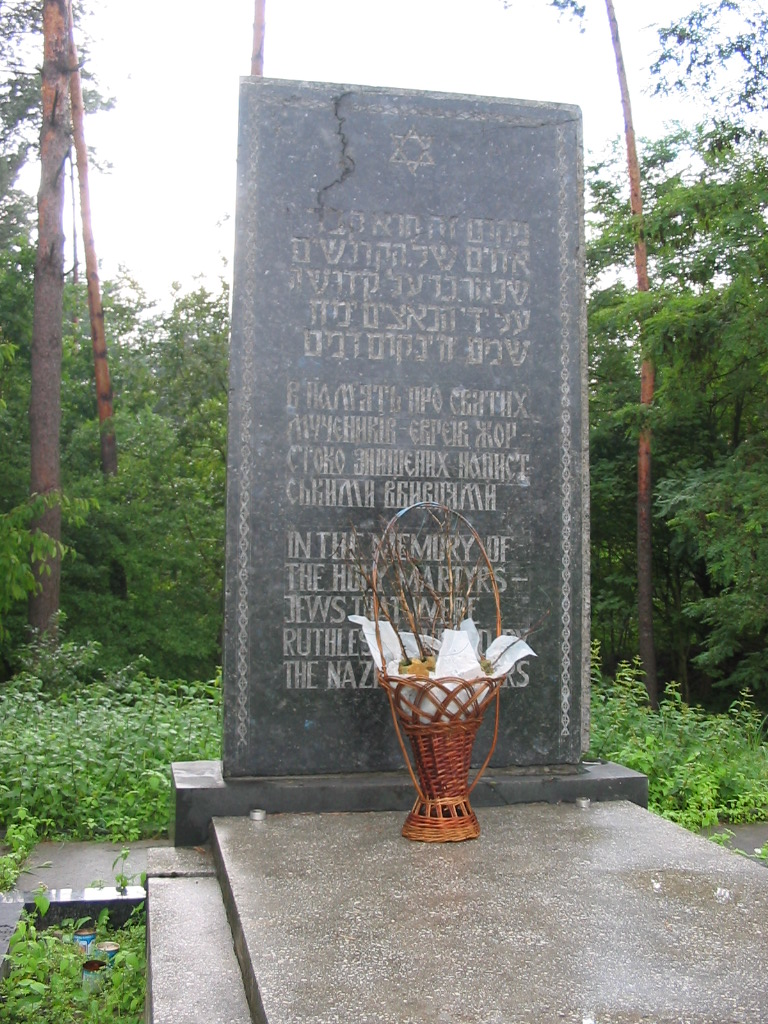
Grabmal der ca. 6.000 im Mai 1943 ermordeten jüdischen Einwohner, Stadtrand von Brody

Das Ghetto Brody war ein unter deutscher Besatzung eingerichtetes Ghetto in Brody, Ostgalizien. Die Ghettos zur Zeit des Nationalsozialismus waren Teil des Systems der Konzentrationslager.

## Geschichte
Im September 1939 besetzte die Rote Armee, gemäß den Vereinbarungen im geheimen Zusatzprotokoll des Deutsch-Sowjetischen Grenz- und Freundschaftsvertrages, die damals polnische Stadt.
Nach dem Überfall auf die Sowjetunion 1941 wurden in den folgenden drei Jahren der deutschen Besatzung fast alle ca. 9000 jüdischen Bewohner Brodys zuerst teilweise zur Zwangsarbeit eingesetzt, ab Dezember 1942 in ein Ghetto gesperrt und schlussendlich ermordet, wobei nur der kleinere Teil in Vernichtungslager deportiert wurde. Der weitaus größere Teil von mehreren tausend Ghettobewohner wurde im März und April 1943 in den benachbarten Wäldern in Massenexekutionen ermordet.